# Molinaranea vildav
Molinaranea vildav är en spindelart som beskrevs av Levi 200. Molinaranea vildav ingår i släktet Molinaranea och familjen hjulspindlar. Inga underarter finns listade i Catalogue of Life.